# Autoritet
Autoritet u najširem smislu označava društveni položaj što se pripisuje ustanovi, instituciji ili osobi. Autoritet vodi do toga, da su drugi ljudi u svojim razmišljanju i vladanjem usmjereni prema njoj.
Autoritet nastaje nametanjem ili nastaje zbog odnosa moći, te u društvenim odnosima kao primjerice odnosi (učitelj/učenik, poslodavac/posloprimitelj) ili zbog prethodnog iskustva (primjerice odlučnost, kompetencija, tradicija ili karizma). Termin ima svoje korijene u rimskom pravu (auctoritas). 